# Подушная перепись
Подушные переписи («государственные ревизии») — переписи населения, проводившиеся в Российской империи со времен от Петра I до отмены крепостного права на основе введения новой налоговой учётной единицы — «ревизских душ» вместо «тяглового двора», использовавшегося в Русском государстве в XVI—XVII веках.
Подобные переписи, ставшие очередным этапом эволюции переписи населения в России проводились 1718 года (ранее учёт населения носил эпизодический характер (писцовые книги, переписные книги).
При Елизавете Петровне во время второй ревизии инструкцией, дополнявшей правила, устанавливалось производство ревизий через каждые 15 лет. Фактически одна перепись могла тянуться несколько лет после выхода указа. Переписи эти давали очень неточные сведения о населении, поскольку учитывали не фактическое число жителей, а только «приписных» из податных сословий — людей, числившихся в списках для уплаты подати налога.
Результаты переписей фиксировались в документах, называемых ревизские сказки. В промежутках между ревизиями ревизские сказки уточнялись. Производилась фиксация наличия или отсутствия лица на момент текущего учёта, причём в случае отсутствия фиксировалась причина (умер, в бегах, отселён, в солдатах и т. п.).

## Список переписей
Всего было проведено 10 ревизий. Из них три (это 1719, 1743, 1811 годы) включали только мужчин:
| №    | Дата указа | Время проведения                       | Численность | Примечание     |
| ---- | ---------- | -------------------------------------- | ----------- | -------------- |
| I    | 26.11.1718 | 1719-1727                              | 15 738 000  | Только мужчины |
| II   | 16.12.1743 | 1744-1747 (подача доп. сказок до 1756) | 21 200 000  | Только мужчины |
| III  | 28.11.1761 | 1761—1767                              | 23 200 000  |                |
| IV   | 16.11.1781 | 1781—1787                              | 28 400 000  |                |
| V    | 23.06.1794 | 1794—1808                              | 37 400 000  |                |
| VI   | 18.11.1811 | 1811                                   | 41 010 400  | Только мужчины |
| VII  | 20.06.1815 | 1815—1825                              | 46 300 000  |                |
| VIII | 16.07.1833 | 1833—1835                              | 59 132 955  |                |
| IX   | 01.01.1850 |                                        | 68 500 000  |                |
| X    | 26.08.1856 | 1857—1859                              | 74 556 400  |                |

### 1-я ревизия
Проходившая старинным способом перепись 1710 года, произведённая при Петре I, носила черты подворной переписи, но итоги её, вскрыв катастрофическое сокращение податных дворов, поставили Петра перед фактом возможного резкого сокращения государственных податей. В переписи 1710 года была сделана попытка записывать оба пола. От переписи 1678-го до переписи 1710 года численность податных хозяйств сократилась на 19,5 %. Пётр I отверг результаты переписи 1710 года и приказал принимать подати по книгам 1678-го. Одновременно он приказал произвести новую перепись, известную под именем «Ландратской» (по имени должностных лиц, стоящих во главе губернии) в течение 1716 и 1717 годов. Н
Неудовлетворенный Ландратской переписью Петр I подписал указ о проведении первой подушной ревизии 26 ноября 1718 года. Она началась после опубликования указа Сената от 22 января 1719 года и продолжалась до 1727 года.
В указе был введен термин ревизская душа.
Для производства ревизии были назначены особые переписчики, находившиеся под непосредственным руководством полковых и земских комиссаров. Проводилась ревизия под руководством воинской и ревизион-коллегии. В ходе ревизии, законченной в основном к 1724 году, было учтено 5,4 млн «душ» мужского пола. Подушная перепись закрепила «гулящих людей» за помещиками, на землях которых она их застала, что увеличило количество крепостного населения.
Были переписаны не только русские, но и большинство других народов, кроме башкир, часть татар и других народностей. Первая ревизия не распространялась на Прибалтику, Малороссию, Слободскую Украину, а также на черкасов, живших в русских губерниях. Позже на всех этих территориях были проведены местные ревизии населения или осуществлены иные формы учёта населения (в Малороссии переписи учитывали численность дворов и служащего казачества).
К 1722 году по ревизским сказкам насчитали 5 миллионов душ. После этого государство приступило к исполнению 2-го пункта указа — «к раскладке войска на землю», к расписанию полков по душам, которые должны были их содержать. Раскладчиками посланы были в 10 переписанных губерний 10 генералов и полковников с бригадиром. Полки предположено было разместить на «вечные квартиры» поротно, особыми слободами, не расставляя их по крестьянским дворам, для предупреждения ссор хозяев с постояльцами. Раскладчик должен был созвать дворян своего округа и уговорить их построить эти слободы с ротными дворами для офицеров и с полковыми для штаба. Но раскладчикам велено было предварительно проверить «душевые сказки». Это оказалась вторичная ревизия сказок, и она открыла огромную утайку душ, доходившую в иных местах до половины наличных душ. Первоначально сосчитанной сказочной цифрой в 5 миллионов стало нельзя руководствоваться при развёрстке полков по душам.
В том же году велено было писать в подушный оклад живших при церквах сыновей, внучат, племянников и прочих свойственников, «прежде бывших и ныне при церквах не служащих попов, дьяконов, дьячков и пономарей», прикрепляя их ни за что ни про что к владельцам, на землях которых те церкви стояли. А где погосты «особь стоят», не на владельческой земле, таких церковников приписывать к прихожанам, к кому они походят, — на каких условиях, Указ не пояснял. В целях увеличения налоговой базы Пётр I также издал в 1722 году указ, согласно которому к ревизским душам следовало относить «слепых, увечных и дураков», а в отношении их имущества установить, «что по описи таковых явится»

### 2-я ревизия
Вторая ревизия проведена после опубликования указа Елизаветы Петровны в третий год её царствования от 16 декабря 1743 года. Она проводилась с 1744 по 1747 год. Подача дополнительных сказок продолжалась до 1756 года. Инструкцией, дополнявшей правила, устанавливалось производство ревизий через каждые 15 лет.
Она, как и первая ревизия не коснулась ряда народов: башкир, части татар, сибирских племен, лопарей. Не проводилась ревизия на территории Малороссии. Тем не менее 2-я ревизия охватила некоторые категории населения, которые не были охвачены 1-й ревизией. В частности были учтены жители Ингерманландии (населена финнами), черкасы на русских землях и в Слободских полках, а также иностранцы, принявшие православие. Сенатским указом от 22 марта 1746 года предусматривалось, что отдельно должна регистрироваться этническая принадлежность учитываемого населения, при этом разрешалось при учёте крещенных инородцев не указывать их этническую принадлежность.

### 3-я ревизия
Третья ревизия, указ о которой был подписан в последний год царствования Елизаветы Петровны, началась в 1762 и закончилась к середине 1764 года (по другим указаниям в 1761—1767 годах).
Она отличалась от первых двух тем, что производилась без посылки офицеров. Подача сказок была сосредоточена в губернских, провинциальных и воеводских канцеляриях. Принципиально новый подход привёл к существенной экономии средств на проведение ревизии, к отказу от перемещений войск, а главное — показал населению, что бежать от ревизии совсем не обязательно.
Правительство дало указание о включении в ревизские сказки также и лиц женского пола с указанием их возраста налицо и происхождения (из какого населённого пункта они взяты замуж и куда выданы). До этого их численность определялась путём удвоения числа лиц мужского пола.
С учётом всех пропусков и «беглых душ», общая численность населения России к 1763 году составила 23.200 тысяч человек. К началу 3-й ревизии был окончательно установлен список категорий населения, подлежащих ревизскому учёту и разработана форма документов, составляемых во время ревизий. Вводилась единая печатная форма ревизской сказки, просуществовавшая практически без изменений до 10 ревизии. В ревизии вносились сведения обо всех лицах мужского и женского пола (фамилия если имелась, имя, отчество, примерный возраст, сословная принадлежность, место жительства).

### 4-я ревизия
В 1781—1783 годах (или в 1781—1787) прошла 4-я ревизия.
Ревизия производилась под руководством Сената, приём сказок был возложен на городничих, нижние земские суды и казённые палаты. У женщин, как и мужчин, стал указываться возраст как налицо, так и по данным прошлой ревизии.
В отличие от всех предыдущих, она распространялась на всю территорию России, охватив окраинные районы, где до этого проводились лишь свои местные исчисления. Она указывала этническую принадлежность, не только «некрещенных иноверцев», но и «новокрещенных». Не выделялись давно принявшие православие этнические общности: белорусов, поляков (кроме проживавших в Риге), латышей, эстонцев, ижорцев, карел, финнов, коми, коми-пермяков и других.

### 5-я ревизия
Пятая ревизия проводилась по указу от 23 июня 1794 года и должна быть завершена к началу 1796 года. Прошла в 1794—1808 годах.
Она производилась на основании правил 4-й ревизии. Формуляры документов переписи оставались такими же, как в 4-й ревизии.
По её итогам в России проживало 28.300 тысяч человек.

### 6-я ревизия
Шестая ревизия была назначена на май 1811 года, но оказалась прервана в связи с угрозой войны с Францией. В ней в связи с ситуацией были перечислены только мужчины.
Во время производства 6-й и 7-й ревизий действовали так называемые ревизские комиссии из уездного предводителя дворянства и чиновников, проверявших сказки на сельских сходах.

### 7-я ревизия
Седьмая ревизия началась в 1815 году и проходила в 1815—1825 годах.
В ревизию дополнительно был включен пункт о специальности.
Женщины вновь стали объектом переписи, но указывались лишь с возрастом налицо, без отчеств, без указаний о происхождении и без описания изменений, произошедших со времени прошлой ревизии. Таким образом, в 7-й и последующих ревизиях в случае смерти лица женского пола в интервале между ревизиями в последующей ревизии об этом лице совершенно ничего не упоминалось. Сведения о женском поле выделены отдельно и составили правую часть сказки. О лицах мужского пола представлялась полная информация о причинах и годе выбытия и поступления со времени прошлой ревизии.

### 8-я ревизия
Восьмая ревизия состоялась в 1833—1835 годах по манифесту «О производстве по всей Империи новой народной переписи» от 16 июня 1833 года.
Устав 1833 года перечисляет более точно тех лиц, которые не подлежат переписи, и в 11 главах систематически излагает правила её производства и проверки собранного материал. Система ревизских сказок удержана целиком как в этом уставе, так и в этом уставе о 10-й ревизии. В ревизские сказки вносились сведения в порядке номеров семей по данной и по предшествующей ревизии. На одной стороне листа бумаги вносился поимённый список лиц мужского пола каждой семьи с отметкой о возрасте и с обозначением, сколько таких лиц было в семье во время предшествующей ревизии; сколько лиц выбыло, сколько состоит налицо. На другой стороне листа вписывались лица женского пола с отметкой о возрасте. Участниками сбора данных последних ревизий были помещики, особые ревизские комиссии и казённые палаты. Окончательная проверка сказок производилась специально посылавшимися в уезды чиновниками, в обязанности которых входил не только просмотр метрических книг, но и розыск всех «утаенных и прописных». У женщин стали указываться отчества.

### 9-я ревизия
Девятая ревизия началась в 1850 году.

### 10-я ревизия
Последняя ревизия проводилась в 1857—1859 годах по «Уставу о производстве 10 народной переписи» от 3 июня 1857 года. Эта ревизия впервые учитывала население всей России, с Польшей и Финляндией. По данной ревизии было учтено 11 244 913 душ мужского пола, а всего крепостных людей 23 069 621 человек, что составило 34,39 % по отношению к общему числу жителей Российской империи по состоянию на 1 января 1859 года. Один экземпляр ревизских сказок передавался в уездное казначейство. Другой же экземпляр — непосредственно в казённую палату.

### Конец
Вслед за этим подушные переписи не производились, в первую очередь, в связи с отменой крепостного права и перехода на новые экономические рельсы.
С 1858 года на смену ревизии пришёл административно-полицейский учёт (исчисление) населения, в основу которого были положены данные посемейных списков. Всего было проведено 3 крупных административно-полицейского исчисления населения — в 1858, 1863, 1885 годах. Текущий учёт населения (рождение, браки, смерть) осуществляло духовенство вплоть до 1918 года. Первая всеобщая перепись населения Российской империи была произведена в 1897 году. Она оказалась единственной.

## Данные в переписи
См. Ревизские сказки.

## Кого переписывали
Термин «ревизская душа» был введен в указе Петра I.
Не подлежали ревизиям дворяне и военнослужащие.
Категории населения, подлежащие учёту в ревизских сказках, плательщики подушного оклада или гильдейского взноса:
- купцы;
- мещане;
- крестьяне.

Категории населения, подлежащие учёту в ревизских сказках, но не являвшиеся плательщиками подушного оклада:
- православные священно- и церковнослужители;
- приказные служители (внетабельные канцеляристы);
- отставные солдаты.

Мусульманское духовенство, в зависимости от своей сословной принадлежности, учитывалось среди крестьян, купцов, мещан и пр., и платило подати на общих основаниях.